# A Floresta Petrificada
The Petrified Forest (bra/prt: A Floresta Petrificada) é um filme estadunidense de 1936, do gênero drama policial, dirigido por Archie Mayo, estrelado por Leslie Howard, Bette Davis, e coestrelado por Humphrey Bogart. O roteiro de Charles Kenyon e Delmer Daves foi baseado na peça teatral homônima de 1935, de Robert E. Sherwood. O filme se passa no Parque Nacional da Floresta Petrificada, no Arizona.

## Sinopse
Nos anos 30, na paisagem desolada do nordeste do Arizona, na região conhecida como Floresta Petrificada, o jovem viajante caronista Alan Squier (Leslie Howard) decide parar um instante em uma lanchonete à beira da estrada para jantar. No lugar, ele conhece a garçonete Gabrielle Maple (Bette Davis), que logo se interessa por ele. A mãe de Gabrielle se mudou para a França, onde mantém um estúdio de artes e lhe envia cartões postais. Gabrielle sonha em um dia se mudar para lá também. Alan se diz um "escritor fracassado". Ele vê as pinturas de Gabrielle e acha que a garota tem um imenso talento. Alan acaba por confidenciar à Gabrielle que sua viagem àquele lugar isolado deve-se ao seu desejo de suicidar-se.
Não demora muito e o local se agita com a chegada de Duke Mantee (Humphrey Bogart) e sua gangue. Perseguidos pela polícia, eles mantêm as pessoas da pousada como reféns. Alan vê a oportunidade ideal de realizar seu plano e ao mesmo tempo ajudar Gabrielle. Ele assina uma apólice de seguro, fazendo-a sua beneficiária, e pede para que Mantee o mate.

## Elenco
- Leslie Howard como Alan Squier
- Bette Davis como Gabrielle Maple
- Humphrey Bogart como Duke Mantee

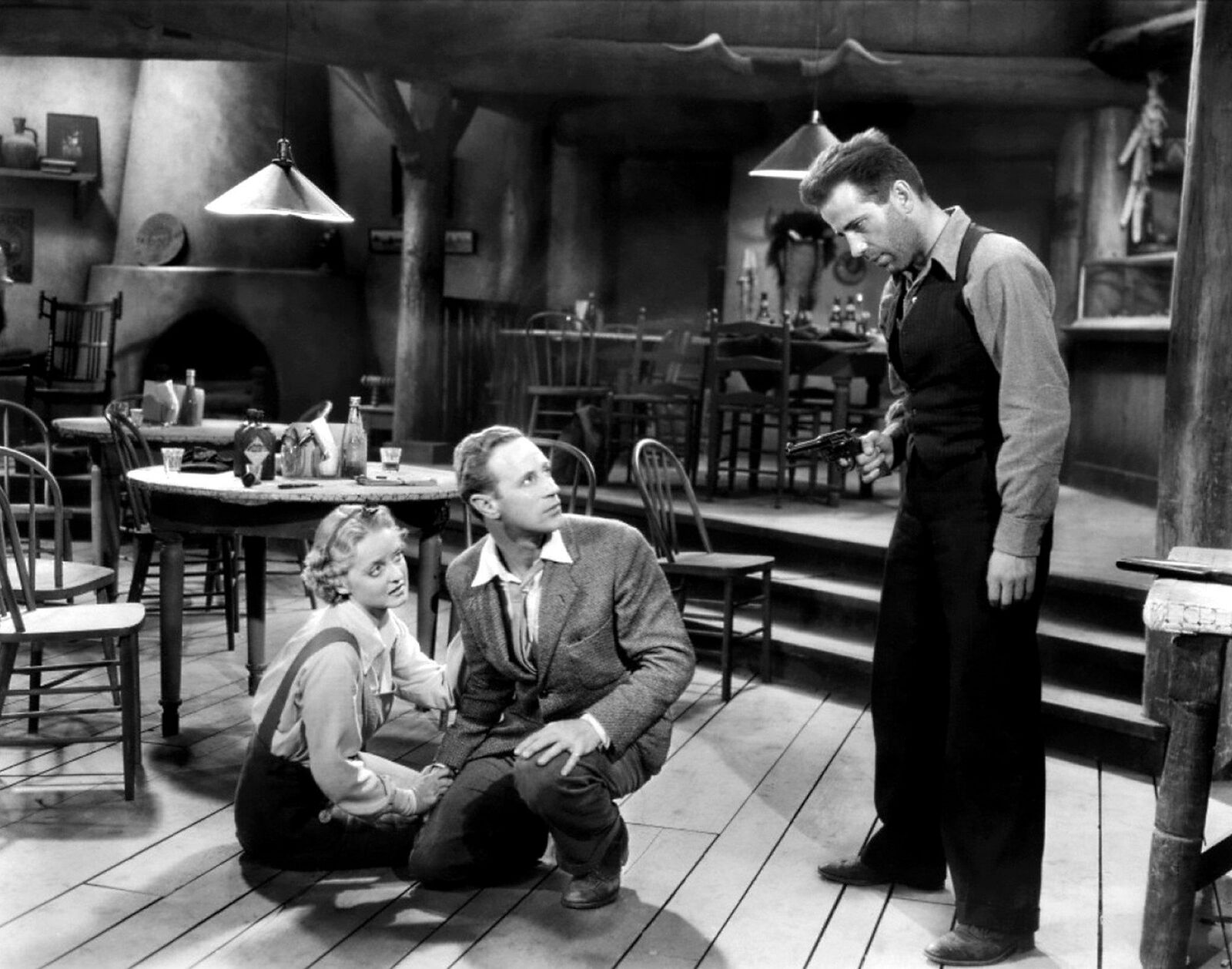
Bette Davis, Leslie Howard and Humphrey Bogart

- Genevieve Tobin como Sra. Chisholm
- Dick Foran como Boze Hertzlinger
- Joseph Sawyer como Jackie
- Porter Hall como Jason Maple
- Charley Grapewin como Gramp Maple
- Paul Harvey como Sr. Chisholm
- Adrian Morris como Ruby
- Slim Thompson como Slim
- Eddie Acuff como Primeiro Homem
- Francis J. Scheid como Segundo Homem
- John Alexander como Joseph, o motorista
- Nina Campana como Paula, a cozinheira
- Gus Leonard como Jim, o carteiro (não-creditado)

## História
A produção da Broadway de 1935 de "The Petrified Forest" estrelou Howard, um astro estabelecido, e Bogart, um ator em seu primeiro papel teatral principal. Sherwood baseou o personagem Duke Mantee em John Dillinger, o notório criminoso que em 1933 foi nomeado o primeiro "Inimigo Público Número 1" do FBI por J. Edgar Hoover, e em 1934 foi emboscado e morto a tiros de maneira espetacular por agentes do FBI. Bogart, que ganhou o papel teatral em parte por causa de sua semelhança física com Dillinger, estudou filmagens do gângster e imitava alguns de seus maneirismos quando interpretava seu personagem.

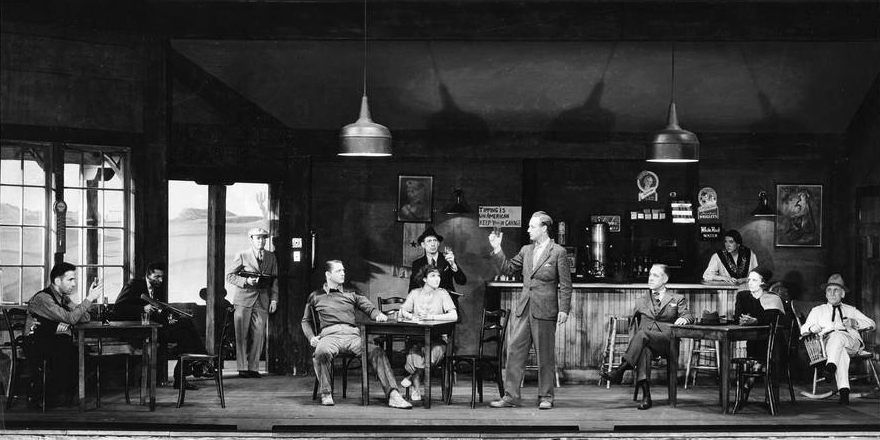
Humphrey Bogart (esquerda) e Leslie Howard (centro) na produção teatral da Broadway de 1935 de "The Petrified Forest", dirigida por Arthur Hopkins

Para o filme, a Warner Brothers pretendia escalar Edward G. Robinson como Duke, já que ele era mais lucrativo na época; mas Howard, cujo contrato lhe deu o controle final do roteiro, informou ao estúdio que ele não apareceria na versão cinematográfica sem Bogart como co-estrela. O filme fez de Bogart uma estrela, o que o fez agradecer a Howard pelo resto de sua vida. Em 1952, Bogart e Lauren Bacall nomearam sua filha Leslie Howard Bogart em homenagem a Howard, que havia sido morto em um acidente de avião quando a Força Aérea Alemã atingiu seu voo de Lisboa para Bristol durante a Segunda Guerra Mundial.
Em 1948, Robinson interpretou um personagem semelhante a Duke Mantee – um gângster segurando um grupo díspar de pessoas como reféns em um hotel da Flórida – em Key Largo. O herói desse filme foi interpretado por Bogart. Em seu penúltimo filme, "Horas de Desespero" (1955), Bogart interpretou outro gângster que fazia uma família suburbana de refém. Ele descreveu esse personagem como "um Duke Mantee mais velho".

## Adaptações

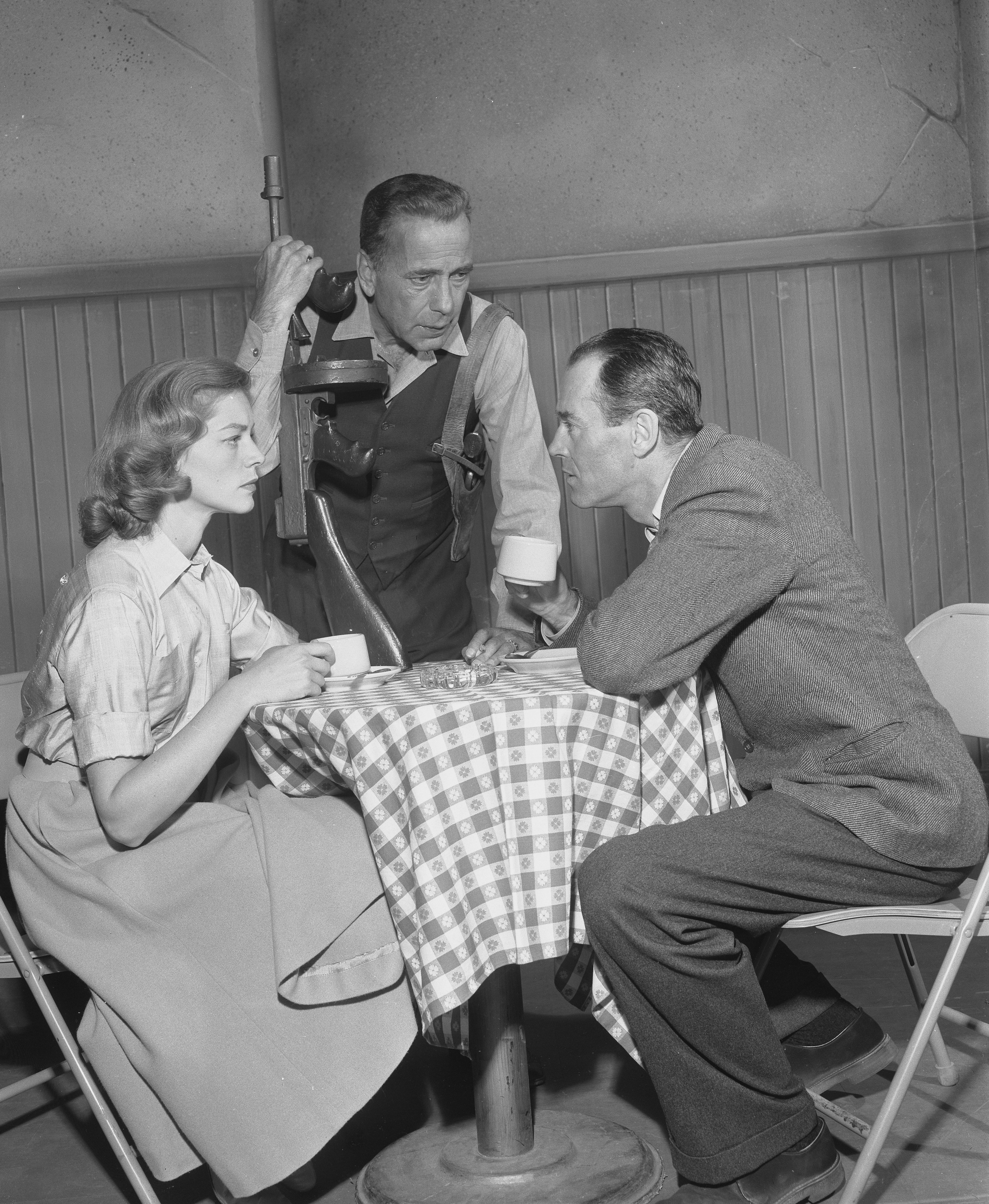
Lauren Bacall, Humphrey Bogart e Henry Fonda na versão de 1955 televisionada ao vivo.

"The Petrified Forest" foi adaptado para a rádio em um especial de uma hora, no Lux Radio Theatre, da CBS em 22 de novembro de 1937, com Herbert Marshall, Margaret Sullavan e Donald Meek nos papéis principais; e novamente no Lux Radio Theatre em 23 de abril de 1945, com Ronald Colman, Susan Hayward e Lawrence Tierney.
Uma adaptação para a rádio de meia hora estrelada por Joan Bennett, Tyrone Power e Bogart também foi ao ar no The Screen Guild Theatre, em 7 de janeiro de 1940.
Em 20 de setembro de 1953, a série de rádio "Best Plays" exibiu uma adaptação de uma hora, estrelada por Cyril Ritchard.
Em 1955, uma versão ao vivo para a televisão foi realizada em cores em "Producers' Showcase", uma antologia dramática semanal, com Bogart (agora popular e bem-sucedido) como Mantee, Henry Fonda como Alan, e Lauren Bacall como Gabrielle. Jack Klugman, Richard Jaeckel e Jack Warden interpretaram papéis secundários. A versão televisiva difere na medida em que abre com Bogart e seus homens mostrados brevemente em um carro de fuga, dirigindo pelo deserto e conversando por um momento, presumivelmente para atrair os espectadores imediatamente à medida que eles discam pelos canais. No final dos anos 1990, Bacall doou o único cinescópio conhecido da performance de 1955 (embora em preto e branco) para o Museu de Televisão e Rádio, onde permanece arquivado para visualização na cidade de Nova Iorque e Los Angeles. A versão agora está em domínio público.

## Recepção e legado
Escrevendo para o The Spectator em 1936, Graham Greene deu ao filme uma crítica levemente ruim. Explorando a transição entre o filme de Mayo e a peça teatral original de Sherwood, Greene descobriu que a filosofia elevada de Sherwood sofria com a adaptação, e que "o drama afrouxa sob o peso" dos temas do dramaturgo, que ele caracterizou como "meio cozido". Greene elogia Davis e Howard por suas performances, mas sugere que "a própria vida, que se arrasta durante a cena de abertura... rastejou novamente, nos deixando apenas com os símbolos".
- Após o lançamento do filme, Friz Freleng fez a paródia animada da Merrie Melodies "She Was an Acrobat's Daughter" (1937), que retrata uma plateia de cinema assistindo "The Petrified Florist", estrelado por Bette Savis e Lester Coward.[16]
- Em 1972, um take-off do filme intitulado "The Putrified Forest" foi visto como um esboço no "The Carol Burnett Show", apresentando Steve Lawrence e Paul Sand.[17]
- O estúdio de som da Warner Bros. em que o filme foi filmado mais tarde se tornou a casa do programa de televisão de Conan O'Brien da TBS.[18]
- O filme é reconhecido pelo Instituto Americano de Cinema na lista dos "100 maiores heróis e vilões do cinema" de 2003, em que Duke Mantee aparece como um vilão indicado.[19]
- O álbum "The Petrified Forest", de 2017, do criador de música ambiental Biosphere, usa muitos clipes de diálogo do filme.

### Bilheteria
De acordo com os registros da Warner Bros., o filme arrecadou US$ 583.000 nacionalmente e US$ 247.000 no exterior, totalizando US$ 830.000 mundialmente.